# První kategorie 1914/1915
Soutěžní ročník  Prima Categoria 1914/15 byl 18. ročník nejvyšší italské fotbalové ligy, který se konal od 4. října 1914 do 23. května 1915. Soutěž byla zrušena kvůli vstupu Itálie do války. V roce 1919 byl titul udělen klubu Janov CFC.

## Události
Federace stále více podmiňovala, aby v soutěži hráli i menší kluby. Z minulého ročníku se nesestupovalo a přibyli i nové kluby. Tím se soutěž nafoukla na 52 účastníků. Hrálo na dvě velké skupiny (Severní část a Středně jižní část), podle polohy měst. 
V severní části se hrála kvalifikace o šesti skupinách a s ní postoupilo celkem 16 klubů do semifinálových skupin rozdělené do čtyř skupin. Poté vítězové každé semifinálové skupiny postoupili do finálové skupiny a vítěz se měl utkat o titul s klubem středo jižní části. 
V středo jižní části se hrálo hlavně na dvě skupiny (Toskánsko a Lazio). První dva z každé skupiny postoupili do finálové skupiny a vítěz finálové skupiny nastoupil s týmem který vyhrál finálový zápas skupiny Kampánie. Poté se vítěz středo jižní části utkal o titul ze severní části.
Jelikož se soutěž rozběhla již v období války, některé kluby které byli přihlášeny do soutěže, museli zrušit pozvánku, kvůli vyhlášené preventivní mobilizace. Byli to kluby Itala a Savoia Milán a po pár zápasů i Piemonte. 
Dne 20. dubna 1915, Italský parlament odhlasoval plnou pravomoc vládě, aby Itálie mohla vstoupit do války. Za dva dny byla vyhlášena všeobecná mobilizace a za další den předseda federace Antonio Scamoni se rozhodl o pozastavení soutěže. To se ale týkalo jen klubů co hráli severní části. Nakonec úplně ukončení soutěže bylo 23. května 1915.
Titul nakonec byl udělen Janovu v květnu 1919, kvůli tomu že měl nejblíže k vítězství.

## Severní část

### Účastníci

#### Piemont-Ligurie
| Klub         | Město       | Stadion                                              | Trenér                 |
| ------------ | ----------- | ---------------------------------------------------- | ---------------------- |
| Acqui        | Acqui Terme | Campo vicino al Poligono                             | Technická komise       |
| Alessandria  | Alessandria | Piazza d'Armi                                        | George Arthur Smith    |
| Andrea Doria | Janov       | Campo sportivo della Cajenna                         | Francesco Calì         |
| Janov        | Janov       | Campo Genoa Cricket & Football Club in via del Piano | William Garbutt        |
| Ligure       | Bolzaneto   | c. dell'AC Ligure                                    | Technická komise       |
| Piemonte     | Turín       | c. Amoretti                                          | Technická komise       |
| Savona       | Savona      | c. Via Frugoni                                       | Giovanni Battista Tarò |
| Turín        | Turín       | Campo Stradale Stupinigi                             | Vittorio Pozzo         |
| Valenzana    | Valenza     | c?                                                   | Technická komise       |
| Veloces      | Biella      | c. della Marucca, Reg. Vernato                       | Technická komise       |
| Vigor        | Turín       | v.le di Stupinigi                                    | Technická komise       |

#### Lombardie-Emilia
| Klub                | Město             | Stadion                        | Trenér            |
| ------------------- | ----------------- | ------------------------------ | ----------------- |
| Audax Modena        | Modena            | Campo di viale Tassoni         | Technická komise  |
| Boloňa              | Boloňa            | Stadio Sterlino                | Technická komise  |
| Brescia             | Brescia           | Campo Fiera                    | Technická komise  |
| Casale              | Casale Monferrato | c.Reg.Valentino v.Priocco      | Technická komise  |
| Chiasso             | Chiasso           | Campo di Mornello a Maslianico | Technická komise  |
| Como                | Como              | Campo di via dei Mille         | Technická komise  |
| Cremonese           | Cremona           | Campo di via San Rocco         | Giovanni Gandelli |
| Inter               | Milán             | Campo di via Goldoni           | Virgilio Fossati  |
| Juventus Italia     | Milán             | Campo di via Ravizza           | Technická komise  |
| Milán               | Milán             | Velodromo Sempione             | Technická komise  |
| A.M.C.              | Milán             | Campo via Monterosa 63         | Pedroni           |
| Milanese            | Milán             | Campo di via Stelvio           | Colombo           |
| Modena              | Modena            | Campo dell'ex Velodromo        | Fresia            |
| Nazionale Lombardia | Milán             | Campo della Baggina            | Technická komise  |
| Novara              | Milán             | Campo di viale Alighieri       | Technická komise  |
| Pro Vercelli        | Vercelli          | Campo piazza Conte di Torino   | Technická komise  |
| Racing Libertas     | Milán             | Campo di via Bersaglio         | Technická komise  |
| Savoia Milán        | Milán             | Campo del Portello             | Technická komise  |

#### Benátsko
| Klub     | Město   | Stadion                       | Trenér           |
| -------- | ------- | ----------------------------- | ---------------- |
| Hellas   | Verona  | Campo vicolo Stimate          | Alberto Masprone |
| Padova   | Padova  | Campo Belzoni                 | Mario Pedrina    |
| Petrarca | Padova  | Campo p. Vittorio Emanuele II | Technická komise |
| Udine    | Udine   | Campo v.le Venezia            | Technická komise |
| Benátky  | Benátky | Campo Sant'Elena              | Technická komise |
| Vicenza  | Vicenza | Campo Borgo Casale            | Giulio Fasolo    |

### Kvalifikační skupiny

#### Skupina A
| Poř. | Tým          | Z  | V | R | P | VG | OG | B  |
| ---- | ------------ | -- | - | - | - | -- | -- | -- |
| 1.   | Janov        | 10 | 9 | 0 | 1 | 61 | 5  | 18 |
| 2.   | Alessandria  | 10 | 6 | 2 | 2 | 36 | 7  | 14 |
| 3.   | Andrea Doria | 10 | 6 | 1 | 3 | 20 | 18 | 13 |
| 4.   | Savona       | 10 | 4 | 2 | 4 | 20 | 18 | 10 |
| 5.   | Acqui        | 10 | 1 | 1 | 8 | 5  | 61 | 3  |
| 6.   | Ligure       | 10 | 0 | 2 | 8 | 8  | 32 | 2  |

|  | Postup do semifinále |

Poznámky
- Z = Odehrané zápasy; V = Vítězství; R = Remízy; P = Prohry; VG = Vstřelené góly; OG = Obdržené góly; B = Body
- za výhru 2 body, za remízu 1 bod, za prohru 0 bodů.

##### Výsledková tabulka
|              | Acqui | Alessandria | Andrea Doria | Janov | Ligure | Savona |
| ------------ | ----- | ----------- | ------------ | ----- | ------ | ------ |
| Acqui        | –     | 0:9         | 0:3          | 0:16  | 3:1    | 0:5    |
| Alessandria  | 6:0   | –           | 2:2          | 3:0   | 5:0    | 5:0    |
| Andrea Doria | 4:0   | 2:1         | –            | 0:8   | 4:1    | 1:0    |
| Janov        | 12:0  | 2:1         | 3:0          | –     | 3:0    | 7:0    |
| Ligure       | 2:2   | 0:3         | 1:3          | 1:4   | –      | 2:2    |
| Savona       | 4:0   | 1:1         | 2:1          | 0:6   | 3:0    | –      |

#### Skupina B
| Poř. | Tým       | Z  | V | R | P | VG | OG | B  |
| ---- | --------- | -- | - | - | - | -- | -- | -- |
| 1.   | Turín     | 10 | 9 | 1 | 0 | 37 | 8  | 19 |
| 2.   | Juventus  | 10 | 7 | 1 | 2 | 46 | 14 | 15 |
| 3.   | Vigor     | 10 | 7 | 0 | 3 | 27 | 20 | 14 |
| 4.   | Valenzana | 10 | 2 | 2 | 6 | 10 | 30 | 6  |
| 5.   | Piemonte  | 10 | 2 | 1 | 7 | 7  | 12 | 5* |
| 6.   | Veloces   | 10 | 0 | 1 | 9 | 8  | 35 | 1  |

|  | Postup do semifinále |

Poznámky
- Z = Odehrané zápasy; V = Vítězství; R = Remízy; P = Prohry; VG = Vstřelené góly; OG = Obdržené góly; B = Body
- za výhru 2 body, za remízu 1 bod, za prohru 0 bodů.

##### Výsledková tabulka
|           | Juventus | Piemonte | Turín | Valenzana | Veloces | Vigor |
| --------- | -------- | -------- | ----- | --------- | ------- | ----- |
| Juventus  | –        | 8:1      | 2:7   | 6:0       | 5:0     | 3:0   |
| Piemonte  | 2:6      | –        | 0:2   | 2:2       | 2:0     | 2:6   |
| Turín     | 1:1      | 4:0      | –     | 4:0       | 4:1     | 5:2   |
| Valenzana | 0:9      | 2:0      | 0:3   | –         | 4:1     | 0:2   |
| Veloces   | 0:4      | 2:3      | 1:2   | 1:1       | –       | 1:3   |
| Vigor     | 3:2      | 1:0      | 1:5   | 2:1       | 7:1     | –     |

#### Skupina C
| Poř. | Tým                 | Z  | V | R | P  | VG | OG | B  |
| ---- | ------------------- | -- | - | - | -- | -- | -- | -- |
| 1.   | Pro Vercelli        | 10 | 8 | 1 | 1  | 24 | 6  | 17 |
| 2.   | Casale              | 10 | 7 | 2 | 1  | 18 | 3  | 16 |
| 3.   | Novara              | 10 | 6 | 0 | 4  | 16 | 8  | 12 |
| 4.   | Nazionale Lombardia | 10 | 5 | 1 | 4  | 14 | 22 | 11 |
| 5.   | Racing Libertas     | 10 | 2 | 0 | 8  | 8  | 21 | 4  |
| 6.   | Savoia Milán        | 10 | 0 | 0 | 10 | 0  | 20 | 0* |

|  | Postup do semifinále |

Poznámky
- Z = Odehrané zápasy; V = Vítězství; R = Remízy; P = Prohry; VG = Vstřelené góly; OG = Obdržené góly; B = Body
- za výhru 2 body, za remízu 1 bod, za prohru 0 bodů.
- klub Savoia Milán se z turnaje odhlásil

##### Výsledková tabulka
|                | Casale | Naz. Lombardia | Novara | Pro Vercelli | Racing | Savoia Milán |
| -------------- | ------ | -------------- | ------ | ------------ | ------ | ------------ |
| Casale         | –      | 6:0            | 1:0    | 2:0          | 1:0    | 2:0          |
| Naz. Lombardia | 1:1    | –              | 1:2    | 1:3          | 4:1    | 2:0          |
| Novara         | 1:0    | 0:1            | –      | 1:2          | 5:0    | 2:0          |
| Pro Vercelli   | 1:1    | 9:0            | 1:0    | –            | 2:1    | 2:0          |
| Racing         | 0:2    | 0:2            | 2:3    | 0:2          | –      | 2:0          |
| Savoia Milán   | 0:2    | 0:2            | 0:2    | 0:2          | 0:2    | –            |

#### Skupina D
| Poř. | Tým             | Z  | V | R | P | VG | OG | B  |
| ---- | --------------- | -- | - | - | - | -- | -- | -- |
| 1.   | Milán           | 10 | 9 | 1 | 0 | 52 | 3  | 19 |
| 2.   | Juventus Italia | 10 | 4 | 5 | 1 | 27 | 16 | 13 |
| 3.   | Boloňa          | 10 | 2 | 5 | 3 | 15 | 24 | 9  |
| 4.   | A.M.C.          | 10 | 3 | 2 | 5 | 26 | 19 | 8  |
| 5.   | Chiasso         | 10 | 2 | 3 | 5 | 24 | 37 | 7  |
| 6.   | Audax Modena    | 10 | 2 | 0 | 8 | 14 | 59 | 4  |

|  | Postup do semifinále |

Poznámky
- Z = Odehrané zápasy; V = Vítězství; R = Remízy; P = Prohry; VG = Vstřelené góly; OG = Obdržené góly; B = Body
- za výhru 2 body, za remízu 1 bod, za prohru 0 bodů.

##### Výsledková tabulka
|                 | A.M.C. | Audax Modena | Boloňa | Chiasso | Juventus Italia | Milán |
| --------------- | ------ | ------------ | ------ | ------- | --------------- | ----- |
| A.M.C.          | –      | 9:0          | 1:2    | 10:1    | 0:0             | 0:3   |
| Audax Modena    | 2:4    | –            | 4:1    | 2:0     | 2:4             | 0:2   |
| Boloňa          | 1:1    | 4:2          | –      | 2:2     | 0:0             | 0:1   |
| Chiasso         | 3:1    | 9:1          | 3:3    | –       | 4:4             | 1:7   |
| Juventus Italia | 2:0    | 13:1         | 1:1    | 2:1     | –               | 0:6   |
| Milán           | 5:0    | 13:0         | 9:1    | 5:0     | 1:1             | –     |

#### Skupina E
| Poř. | Tým       | Z  | V | R | P | VG | OG | B  |
| ---- | --------- | -- | - | - | - | -- | -- | -- |
| 1.   | Inter     | 10 | 9 | 0 | 1 | 60 | 8  | 18 |
| 2.   | Como      | 10 | 5 | 2 | 3 | 22 | 20 | 12 |
| 3.   | Milanese  | 10 | 3 | 4 | 3 | 21 | 32 | 10 |
| 4.   | Cremonese | 10 | 4 | 0 | 6 | 15 | 25 | 8  |
| 5.   | Brescia   | 10 | 3 | 2 | 5 | 10 | 18 | 8  |
| 6.   | Modena    | 10 | 1 | 2 | 7 | 13 | 38 | 4  |

|  | Postup do semifinále |

Poznámky
- Z = Odehrané zápasy; V = Vítězství; R = Remízy; P = Prohry; VG = Vstřelené góly; OG = Obdržené góly; B = Body
- za výhru 2 body, za remízu 1 bod, za prohru 0 bodů.

##### Výsledková tabulka
|           | Brescia | Como | Cremonese | Inter | Modena | Milanese |
| --------- | ------- | ---- | --------- | ----- | ------ | -------- |
| Brescia   | –       | 2:0  | 2:0       | 0:2   | 3:1    | 1:1      |
| Como      | 2:0     | –    | 1:0       | 3:2   | 7:0    | 2:2      |
| Cremonese | 2:1     | 1:2  | –         | 1:5   | 4:2    | 5:4      |
| Inter     | 8:0     | 6:0  | 6:0       | –     | 8:0    | 12:1     |
| Modena    | 1:1     | 4:2  | 0:1       | 1:7   | –      | 3:3      |
| Milanese  | 2:2     | 3:3  | 2:1       | 2:4   | 2:1    | –        |

#### Skupina F
| Poř. | Tým      | Z  | V | R | P | VG | OG | B  |
| ---- | -------- | -- | - | - | - | -- | -- | -- |
| 1.   | Vicenza  | 10 | 8 | 0 | 2 | 43 | 13 | 16 |
| 2.   | Hellas   | 10 | 7 | 1 | 2 | 28 | 15 | 15 |
| 3.   | Benátky  | 10 | 4 | 4 | 2 | 23 | 18 | 12 |
| 4.   | Padova   | 10 | 3 | 1 | 6 | 23 | 37 | 7  |
| 5.   | Udine    | 10 | 2 | 2 | 6 | 15 | 24 | 6  |
| 6.   | Petrarca | 10 | 2 | 0 | 8 | 11 | 36 | 4  |

|  | Postup do semifinále |

Poznámky
- Z = Odehrané zápasy; V = Vítězství; R = Remízy; P = Prohry; VG = Vstřelené góly; OG = Obdržené góly; B = Body
- za výhru 2 body, za remízu 1 bod, za prohru 0 bodů.

##### Výsledková tabulka
|          | Hellas | Padova | Petrarca | Idine | Benátky | Vicenza |
| -------- | ------ | ------ | -------- | ----- | ------- | ------- |
| Hellas   | –      | 7:2    | 4:3      | 2:0   | 1:1     | 1:0     |
| Padova   | 2:5    | –      | 2:0      | 4:1   | 3:5     | 1:3     |
| Petrarca | 1:5    | 3:2    | –        | 2:1   | 0:2     | 2:7     |
| Udine    | 3:0    | 2:4    | 2:0      | –     | 2:2     | 0:2     |
| Benátky  | 0:1    | 1:1    | 5:0      | 3:3   | –       | 3:1     |
| Vicenza  | 3:2    | 10:2   | 6:0      | 5:1   | 6:1     | –       |

### Semifinálové skupiny

#### Skupina A
| Poř. | Tým      | Z | V | R | P | VG | OG | B  |
| ---- | -------- | - | - | - | - | -- | -- | -- |
| 1.   | Janov    | 6 | 5 | 0 | 1 | 25 | 5  | 10 |
| 2.   | Casale   | 6 | 4 | 0 | 2 | 9  | 9  | 8  |
| 3.   | Juventus | 6 | 3 | 0 | 3 | 13 | 15 | 6  |
| 4.   | Benátky  | 6 | 0 | 0 | 6 | 4  | 22 | 0  |

|  | Postup do finále |

Poznámky
- Z = Odehrané zápasy; V = Vítězství; R = Remízy; P = Prohry; VG = Vstřelené góly; OG = Obdržené góly; B = Body
- za výhru 2 body, za remízu 1 bod, za prohru 0 bodů.

##### Výsledková tabulka
|          | Casale | Janov | Juventus | Benátky |
| -------- | ------ | ----- | -------- | ------- |
| Casale   | –      | 2:1   | 2:0      | 2:1     |
| Janov    | 3:0    | –     | 4:0      | 9:1     |
| Juventus | 4:2    | 2:5   | –        | 2:0     |
| Benátky  | 0:1    | 0:3   | 2:5      | –       |

#### Skupina B
| Poř. | Tým         | Z | V | R | P | VG | OG | B  |
| ---- | ----------- | - | - | - | - | -- | -- | -- |
| 1.   | Milán       | 6 | 4 | 1 | 1 | 9  | 6  | 10 |
| 2.   | Alessandria | 6 | 3 | 1 | 2 | 7  | 5  | 7  |
| 3.   | Vigor       | 6 | 2 | 0 | 4 | 9  | 10 | 4  |
| 4.   | Novara      | 6 | 2 | 0 | 4 | 9  | 13 | 4  |

|  | Postup do finále |

Poznámky
- Z = Odehrané zápasy; V = Vítězství; R = Remízy; P = Prohry; VG = Vstřelené góly; OG = Obdržené góly; B = Body
- za výhru 2 body, za remízu 1 bod, za prohru 0 bodů.

##### Výsledková tabulka
|             | Alessandria | Milán | Novara | Vigor |
| ----------- | ----------- | ----- | ------ | ----- |
| Alessandria | –           | 0:0   | 2:0    | 2:0   |
| Milán       | 2:1         | –     | 2:1    | 2:0   |
| Novara      | 3:1         | 1:2   | –      | 3:2   |
| Vigor       | 0:1         | 3:1   | 4:1    | –     |

#### Skupina C
| Poř. | Tým          | Z | V | R | P | VG | OG | B  |
| ---- | ------------ | - | - | - | - | -- | -- | -- |
| 1.   | Turín        | 6 | 6 | 0 | 0 | 18 | 3  | 12 |
| 2.   | Pro Vercelli | 6 | 4 | 0 | 2 | 12 | 6  | 8  |
| 3.   | Hellas       | 6 | 1 | 0 | 5 | 10 | 16 | 2  |
| 4.   | Como         | 6 | 1 | 0 | 5 | 4  | 19 | 2  |

|  | Postup do finále |

Poznámky
- Z = Odehrané zápasy; V = Vítězství; R = Remízy; P = Prohry; VG = Vstřelené góly; OG = Obdržené góly; B = Body
- za výhru 2 body, za remízu 1 bod, za prohru 0 bodů.

##### Výsledková tabulka
|              | Casale | Naz. Lombardia | Novara | Pro Vercelli |
| ------------ | ------ | -------------- | ------ | ------------ |
| Como         | –      | 3:0            | 0:1    | 1:5          |
| Hellas       | 6:0    | –              | 2:3    | 1:4          |
| Pro Vercelli | 5:0    | 3:0            | –      | 0:1          |
| Turín        | 2:0    | 3:1            | 3:0    | –            |

#### Skupina D
| Poř. | Tým             | Z | V | R | P | VG | OG | B |
| ---- | --------------- | - | - | - | - | -- | -- | - |
| 1.   | Inter           | 6 | 4 | 1 | 1 | 27 | 2  | 9 |
| 2.   | Andrea Doria    | 6 | 3 | 1 | 2 | 11 | 10 | 7 |
| 3.   | Vicenza         | 6 | 2 | 1 | 3 | 8  | 23 | 5 |
| 4.   | Juventus Italia | 6 | 1 | 1 | 4 | 6  | 17 | 3 |

|  | Postup do finále |

Poznámky
- Z = Odehrané zápasy; V = Vítězství; R = Remízy; P = Prohry; VG = Vstřelené góly; OG = Obdržené góly; B = Body
- za výhru 2 body, za remízu 1 bod, za prohru 0 bodů.

##### Výsledková tabulka
|                 | Andrea Doria | Inter | Juventus Italia | Vicenza |
| --------------- | ------------ | ----- | --------------- | ------- |
| Andrea Doria    | –            | 1:0   | 4:2             | 2:0     |
| Inter           | 3:0          | –     | 4:0             | 16:0    |
| Juventus Italia | 1:1          | 1:4   | –               | 2:0     |
| Vicenza         | 4:3          | 0:0   | 4:0             | –       |

### Finálová skupina
| Poř. | Tým   | Z | V | R | P | VG | OG | B |
| ---- | ----- | - | - | - | - | -- | -- | - |
| 1.   | Janov | 5 | 3 | 1 | 1 | 13 | 11 | 7 |
| 2.   | Turín | 5 | 1 | 3 | 1 | 11 | 7  | 5 |
| 3.   | Inter | 5 | 2 | 1 | 2 | 11 | 12 | 5 |
| 4.   | Milán | 5 | 0 | 3 | 2 | 4  | 9  | 3 |

|  | Mistrovský zápas |

Poznámky
- Z = Odehrané zápasy; V = Vítězství; R = Remízy; P = Prohry; VG = Vstřelené góly; OG = Obdržené góly; B = Body
- za výhru 2 body, za remízu 1 bod, za prohru 0 bodů.
- Dne 23. května roku 1915 se mělo hrát poslední kolo finálové skupiny. Jenže po vstupu Itálie do války se utkání i celá soutěž zrušila.

##### Výsledková tabulka
|       | Janov | Inter | Milán | Turín |
| ----- | ----- | ----- | ----- | ----- |
| Janov | –     | 5:3   | 3:0   | -     |
| Inter | 1:3   | –     | 3:1   | 2:1   |
| Milán | 1:1   | -     | –     | 1:1   |
| Turín | 6:1   | 2:2   | 1:1   | –     |

## Středo jižní část

### Účastníci

#### Toskánsko
| Klub                | Město     | Stadion                    | Trenér           |
| ------------------- | --------- | -------------------------- | ---------------- |
| Florencie           | Florencie | Prato del Quercione        | Technická komise |
| Itala               | Florencie | Ritirata dopo l'iscrizione | Technická komise |
| Fiorentina Libertas | Florencie | Parco delle Cascine        | Technická komise |
| Lucca               | Lucca     | Campo di Sant'Anna         | Technická komise |
| Pisa                | Pisa      | Campo dell'Abetone         | Technická komise |
| Prato               | Prato     | –                          | Technická komise |
| SPES Livorno        | Livorno   | –                          | Technická komise |
| Virtus Juventusque  | Livorno   | –                          | Technická komise |

#### Lazio
| Klub         | Město | Stadion                    | Trenér           |
| ------------ | ----- | -------------------------- | ---------------- |
| Audace       | Řím   | Stadio Nazionale           | Technická komise |
| Fortitudo    | Řím   | Campo "Madonna del Riposo" | Technická komise |
| Juventus Řím | Řím   | Campo della Farnesina      | Technická komise |
| Lazio        | Řím   | Stadio della Rondinella    | Technická komise |
| Pro Řím      | Řím   | Campo della piramide       | Technická komise |
| Roman        | Řím   | Campo due Pini             | Technická komise |

#### Kampánie
| Klub         | Město  | Stadion         | Trenér            |
| ------------ | ------ | --------------- | ----------------- |
| Inter Neapol | Neapol | Terme di Agnano | Hector Bayon      |
| Naples       | Neapol | Terme di Agnano | Gaetano Del Pezzo |

### Kvalifikační skupiny

#### Skupina Toskánska
| Poř. | Tým                 | Z  | V | R | P  | VG | OG | B  |
| ---- | ------------------- | -- | - | - | -- | -- | -- | -- |
| 1.   | Pisa                | 12 | 9 | 2 | 1  | 40 | 11 | 20 |
| 2.   | Lucca               | 12 | 7 | 2 | 3  | 23 | 11 | 16 |
| 3.   | Fiorentina Libertas | 12 | 6 | 3 | 3  | 28 | 21 | 15 |
| 4.   | Florencie           | 12 | 6 | 2 | 4  | 15 | 14 | 14 |
| 5.   | SPES Livorno        | 12 | 3 | 3 | 6  | 13 | 18 | 9  |
| 6.   | Virtus Juventusque  | 12 | 2 | 2 | 8  | 15 | 27 | 6  |
| 7.   | Prato               | 12 | 1 | 0 | 11 | 4  | 36 | 2  |
| 8.   | Itala               | 0  | 0 | 0 | 0  | 0  | 0  | 0* |

|  | Postup do semifinále |

Poznámky
- Z = Odehrané zápasy; V = Vítězství; R = Remízy; P = Prohry; VG = Vstřelené góly; OG = Obdržené góly; B = Body
- za výhru 2 body, za remízu 1 bod, za prohru 0 bodů.
- kluby Virtus Juventusque a SPES Livorno se během turnaje spojili a vznikl klub US Livorno
- klub Itala se před začátkem soutěže odhlásil

##### Výsledková tabulka
|                     | Florencie | Fiorentina Libertas | Lucca | Pisa | Prato | SPES | Virtus Juventusque |
| ------------------- | --------- | ------------------- | ----- | ---- | ----- | ---- | ------------------ |
| Florencie           | –         | 0:0                 | 2:0   | 0:3  | 2:0   | 2:0  | 4:1                |
| Fiorentina Libertas | 2:0       | –                   | 4:2   | 1:6  | 8:1   | 3:1  | 2:0                |
| Lucca               | 0:1       | 2:1                 | –     | 2:1  | 6:0   | 2:0  | 3:0                |
| Pisa                | 5:0       | 5:1                 | 1:1   | –    | 5:0   | 3:0  | 2:1                |
| Prato               | 2:1       | 0:2                 | 0:2   | 0:2  | –     | 0:2  | 1:2                |
| SPES                | 0:2       | 2:2                 | 1:1   | 1:1  | 2:0   | –    | 4:2                |
| Virtus Juventusque  | 1:1       | 2:2                 | 0:2   | 4:6  | 2:0   | nd   | –                  |

#### Skupina Lazia
| Poř. | Tým          | Z  | V | R | P | VG | OG | B  |
| ---- | ------------ | -- | - | - | - | -- | -- | -- |
| 1.   | Roman        | 10 | 9 | 0 | 1 | 42 | 13 | 18 |
| 2.   | Lazio        | 10 | 7 | 1 | 2 | 39 | 14 | 15 |
| 3.   | Audace       | 10 | 5 | 1 | 4 | 25 | 18 | 11 |
| 4.   | Fortitudo    | 10 | 3 | 0 | 7 | 12 | 35 | 6  |
| 5.   | Juventus Řím | 10 | 2 | 1 | 7 | 14 | 31 | 5  |
| 6.   | Pro Řím      | 10 | 2 | 1 | 7 | 17 | 38 | 5  |

|  | Postup do semifinále |

Poznámky
- Z = Odehrané zápasy; V = Vítězství; R = Remízy; P = Prohry; VG = Vstřelené góly; OG = Obdržené góly; B = Body
- za výhru 2 body, za remízu 1 bod, za prohru 0 bodů.

##### Výsledková tabulka
|              | Audace | Fortitudo | Juventus Řím | Lazio | Pro Řím | Roman |
| ------------ | ------ | --------- | ------------ | ----- | ------- | ----- |
| Audace       | –      | 2:4       | 5:0          | 3:0   | 3:0     | 1:5   |
| Fortitudo    | 1:3    | –         | 1:4          | 0:4   | 3:2     | 0:4   |
| Juventus Řím | 1:4    | 2:3       | –            | 1:1   | 1:4     | 1:4   |
| Lazio        | 3:2    | 7:0       | 5:0          | –     | 5:2     | 2:5   |
| Pro Řím      | 1:1    | 2:0       | 1:4          | 1:8   | –       | 3:7   |
| Roman        | 3:1    | 5:0       | 3:0          | 0:4   | 6:1     | –     |

### Semifinále

#### Toskanska-Lazia
| Poř. | Tým   | Z | V | R | P | VG | OG | B  |
| ---- | ----- | - | - | - | - | -- | -- | -- |
| 1.   | Lazio | 6 | 5 | 0 | 1 | 15 | 9  | 10 |
| 2.   | Pisa  | 6 | 4 | 0 | 2 | 15 | 13 | 8  |
| 3.   | Roman | 6 | 3 | 0 | 3 | 14 | 9  | 6  |
| 4.   | Lucca | 6 | 0 | 0 | 6 | 3  | 16 | 0  |

|  | Postup do finále |

Poznámky
- Z = Odehrané zápasy; V = Vítězství; R = Remízy; P = Prohry; VG = Vstřelené góly; OG = Obdržené góly; B = Body
- za výhru 2 body, za remízu 1 bod, za prohru 0 bodů.

##### Výsledková tabulka
|       | Lazio | Lucca | Pisa | Roman |
| ----- | ----- | ----- | ---- | ----- |
| Lazio | –     | 2:0   | 4:2  | 2:1   |
| Lucca | 1:2   | –     | 2:3  | 0:2   |
| Pisa  | 4:0   | 4:0   | –    | 2:0   |
| Roman | 1:5   | 3:0   | 7:0  | –     |

#### Kampánie
| 1. zápas 26. květen 1915 | Inter Neapol | 3 – 0 | Naples | Neapol      |  |  |
|                          | ?            |       |        | Rozhodčí: ? |  |  |
|                          |              |       |        |             |  |  |

| 2. zápas 23. květen 1915 | Naples | 4 – 1 | Inter Neapol | Neapol      |  |  |
|                          | ?      |       | ?            | Rozhodčí: ? |  |  |
|                          |        |       |              |             |  |  |

Poznámky
- Zápasy 18. dubna a 25. dubna (Inter-Neapol 4:1 a Neapol-Inter 1:1) byly zrušeny a opakovány 16. května a 23. května kvůli nesrovnalostem v registraci dvou hráčů Interu Neapol Pellizzoniho a Steigera. Poté se měl hrát ještě jedno utkání, jenže kvůli vstupu Itálie do války se již utkání neodehrálo.

### Finále
Kvůli vstupu Itálie do války kvůli válečnému přerušení, které zabránilo dokončení finále Kampánie mezi Interem Neapol a Naplesem se neodehrálo finále středo jižní části s Laziem.
Poznámka
- V článku z 18. června 1920 uveřejněném v novinách L'Italia Sportiva bylo Lazio definováno jako vítěz Mistrovství střední a jižní Itálie.

## Vítěz
| Prima Categoria Vítěz pro rok 1914/15 |
| ------------------------------------- |
| Janov CFC                             |
|                                       |

Poznámka
- Federace se v květnu 1919 rozhodla, že vítězem ročníku se stal Janov. Odůvodnila to tím, že klub měl nejblíže k vítězství soutěži, protože kluby z jižní části měli ještě před sebou minimálně dva zápasy.